# Araeolampas glauca
Araeolampas glauca is een zee-egel uit de familie Maretiidae.
De wetenschappelijke naam van de soort werd in 1891 gepubliceerd door James Wood-Mason & Alfred William Alcock.